# すほうれいこ
すほうれいこ（1982年10月22日 - ）は、静岡県焼津市出身の日本の元タレント・元女優。旧芸名は周防玲子（すほう れいこ）、現在は三谷麗子（みたに れいこ）の名で活動している。

## 略歴・人物
- 2000年、『フジテレビビジュアルクイーン』に選ばれ、当初はグラビアやバラエティー番組やCMなどを中心に活動。
- 同年、前述によりシドニーオリンピックのサポーターガールを務める。
- 2002年から芸名を漢字の「周防玲子」からすべて平仮名の「すほうれいこ」に改め、女優業にも進出。
- 2006年6月にはテレビ東京の『Film Factory』にて監督業にもチャレンジした。
- 2010年4月30日で芸能活動を引退し、「洋服ブランドのPress」という新しい職に就いていることを公表した[1]。
- 芸能事務所はイトーカンパニーに所属していた。

## 出演

### テレビドラマ
- 伝説の教師（2000年、日本テレビ）
- 歓迎!ダンジキ御一行様 第7話（2001年、日本テレビ）
- ダブルスコア（2002年、フジテレビ） - 吉岡多恵 役
- 武蔵 MUSASHI（2003年、NHK大河ドラマ） - お光 役
- あした天気になあれ （2003年、日本テレビ） - 小川京子 役
- 加藤家へいらっしゃい! 〜名古屋嬢っ〜（2004年、メ〜テレ） - 加藤ひばり 役
- ハラハラ刑事（2004年、テレビ朝日） - 中村繭美 役
- TRICK新作スペシャル（2005年、テレビ朝日） - パレオれいこ 役
- 弁護士・朝日岳之助23（2005年、日本テレビ） - 保坂良枝 役
- 屋台弁護士（2005年、フジテレビ） - 村雨奈津美 役
  - 屋台弁護士II（2007年）
  - 屋台弁護士III（2009年）
- アキハバラ@DEEP 第6話（2006年、TBS） - 久能昭子 役
- ハケンの品格 第1話（2007年、日本テレビ） - 伊藤 役
- 探偵学園Q 第7話（2007年、日本テレビ） - 田口涼子 役
- 7人の女弁護士 第4話（2008年、テレビ朝日系） - 小林範子 役
- 鉄道警察官・清村公三郎6（2010年、テレビ東京） - 江川崎恵 役

### CM・広告
- ブリヂストン 『アルベルト』（2000年）
- 金冠堂 『キンカン』（2000年）
- 大塚化学 『あ!あれたべよ』（2001年）
- PS2用ゲーム「コンバットクイーン」イメージガール（2002年）
- 公共広告機構 『能登半島・ソロモン諸島救済キャンペーン』（2007年）
- 麒麟麦酒 氷結『氷結ストレート果汁 キウイ篇』（2007年）
- アイケイコーポレーション 『バイク王 深夜篇』（2008年 - ）
- 三井住友カード エブリカード イメージキャラクター（2008年）

### ラジオ
- @llnightnippon.com（2000年9月4日、ニッポン放送 ）
- オレたちやってま〜す水曜日（2000年10月 - 2001年3月、毎日放送）
- ハイパーナイト『ハロハロマンデー』（2002年6月 - 2007年、中部日本放送）

### ラジオドラマ
- 円都通信 ラジオドラマ「Bandage」（2005年、TOKYO-FM） - 倉田優子 役

### 舞台
- 男性の好きなスポーツ（2004年8 - 9月、ナイロン100℃）
- トランス youth version  (2005年11月8日 - 11月27日、KOKAMI@network、紀伊国屋ホール） - 紅谷礼子 役
- Cat in the Red Boots（2006年9月15日 - 10月9日、SHINKANSEN☆NEXUS、東京グローブ座ほか） - グレーテル姫 役
- 劇団、本谷有希子 第12回公演「ファイナルファンタジックスーパーノーフラット」（2007年6月4日 - 24日、＠吉祥寺シアター）
- ドラえもん のび太とアニマル惑星（2008年7月 - 9月） - しずか 役

### 映画
- ゲット・イット・オン?（2001年11月17日公開） - フタバ 役
- 呪戒 JUKAI（2004年公開、 MIRAI PICTURES JAPAN） - 小夜 役
- パッチギ! LOVE&PEACE（2007年5月19日公開）
- 椿三十郎（2007年12月1日公開、東宝、監督：森田芳光） - 腰元 役

### ゲーム
- コンバットクイーン PlayStation 2（2002年8月1日） - キョウコ 役

### テレビアニメ
- 湾岸ミッドナイト（2007年） - 秋川零奈 役
- NANA（2007年） - 香坂百合 役

### DVD
- REIKO IN WONDERLAND（2000年8月19日、ポニーキャニオン）
- はち蜜（2002年11月20日、竹書房）
- カバーガールズ（2003年6月18日、コロムビアミュージックエンタテインメント）
- 月刊 すほうれいこ THE MOVIE（2004年1月28日、イーネットフロンティア、監督：松尾スズキ）
- Libra（2006年12月20日）

### CD
- きいてアロエリーナ きいてマルゲリータ（2001年9月27日、ソニーミュージック） ※シャーベット名義

### 写真集
- 月刊 すほうれいこ(SHINCHO MOOK)（2003年12月、新潮社、撮影：GIRAFFE） ISBN 978-4107901224
- カモミール（2005年10月21日、ワニブックス、撮影：Akikura Kosuke） ISBN 978-4847028915

### 携帯サイト
- 天使の素顔